# Macdonald (Manitoba)
Macdonald es un municipio rural canadiense situado en la provincia de Manitoba.

## Superficie
Macdonald tiene una superficie de 1156,11 km².

## Demografía
En 2021, tenía 8120 habitantes, una densidad poblacional de 7 hab./km², y 2815 viviendas.